# ألبرت غاردينر
ألبرت غاردينر (بالإنجليزية: Albert Gardiner) هو سياسي أسترالي، ولد في 30 يوليو 1867 في أستراليا، وتوفي في 14 أغسطس 1952 في نفس البلد. حزبياً، نشط في حزب العمال الأسترالي. وقد انتخب عضو مجلس الشيوخ الأسترالي ‏ عن دائرة نيوساوث ويلز ‏ (5 يونيو 1928 – 16 نوفمبر 1928) وانتخب عضو الجمعية التشريعية نيو ساوث ويلز وانتخب عضو مجلس الشيوخ الأسترالي ‏ عن دائرة نيوساوث ويلز ‏ (1 يوليو 1910 – 30 يونيو 1926).